# Szergej Szamszonyenko
Szergej Szamszonyenko (Rosztov-na-Donu, 1967. november 17.–) orosz milliárdos, üzletember, a Vardar Szkopje férfi labdarúgó- és kézilabdacsapatának elnöke, tulajdonosa.

## Élete
Szergej Szamszonyenko 2014-ben lett a Vardar Szkopje elnöke. Irányítása alatt a macedón klub férfi kézilabdacsapata megnyerte a Bajnokok Ligáját, a női kézilabdázók döntőt játszottak a sorozatban, a férfi labdarúgócsapat pedig bajnok lett és 2017 augusztusában első macedón csapatként szerepelt az Európa-liga csoportkörében.
A 2017-2018-as szezont követően a női kézilabdázók finanszírozásával felhagyott, ekkor a csapat amatőr státuszban folytatta tovább. A 2018-2019-es idényt követően egy 2019 áprilisi közleménye szerint felhagyott volna az egész klub finanszírozásával, azonban egy hónappal később bejelentette, hogy bár az elnöki posztot feladja, többségi tulajdonosként azonban továbbra is szerepet vállal a klub életében.